# Reichmannsdorf
Reichmannsdorf är en ortsteil i staden Saalfeld/Saale  i Landkreis Saalfeld-Rudolstadt i förbundslandet Thüringen i Tyskland. Reichmannsdorf var en kommun fram till den 1 januari 2019 när den uppgick i Saalfeld/Saale. Kommunen Reichmannsdorf hade 767 invånare 2018.